# シチリア

シチリア自治州
Regione Siciliana

シチリア島（シチリアとう、イタリア語: Sicilia [siˈtʃiːlja], シチリア語: Sicìlia）は、イタリア半島の西南の地中海に位置するイタリア領の島。地中海最大の島である。
周辺の島を含めてシチリア自治州を構成している。この州はイタリアに5つある特別自治州のひとつである。州都はパレルモ。

## 概要
地中海のほぼ中央に位置し、要衝としてさまざまな勢力が覇権を競い合った地である。紀元前にはギリシア人植民者とカルタゴが争い（シケリア戦争）、後のポエニ戦争でローマの支配下に入る（シキリア属州）、6世紀にはユスティニアヌス大帝の東ローマ帝国に属し、9世紀後半にはイスラムが掌握し、中心拠点となったパレルモは3000人ほどの町から30万人を超える都市に急成長し、イスラムの中心都市として繁栄した。11世紀に北欧のノルマン人が征服し、ムスリムとも共存して多文化が融合したシチリア王国として繁栄。その後、フランスのアンジュー家、アラゴン、スペインなどに次々に支配され、1861年にイタリア王国の一部となった。

## 名称
古典ギリシア語ではシケリア（Σικελία）、ラテン語ではシキリア（Sicilia）と呼ばれた。また、英語由来の名称でシシリー（Sicily [ˈsɪsɨli]）、シチリー、シシリアとも呼ばれる。

## 地理

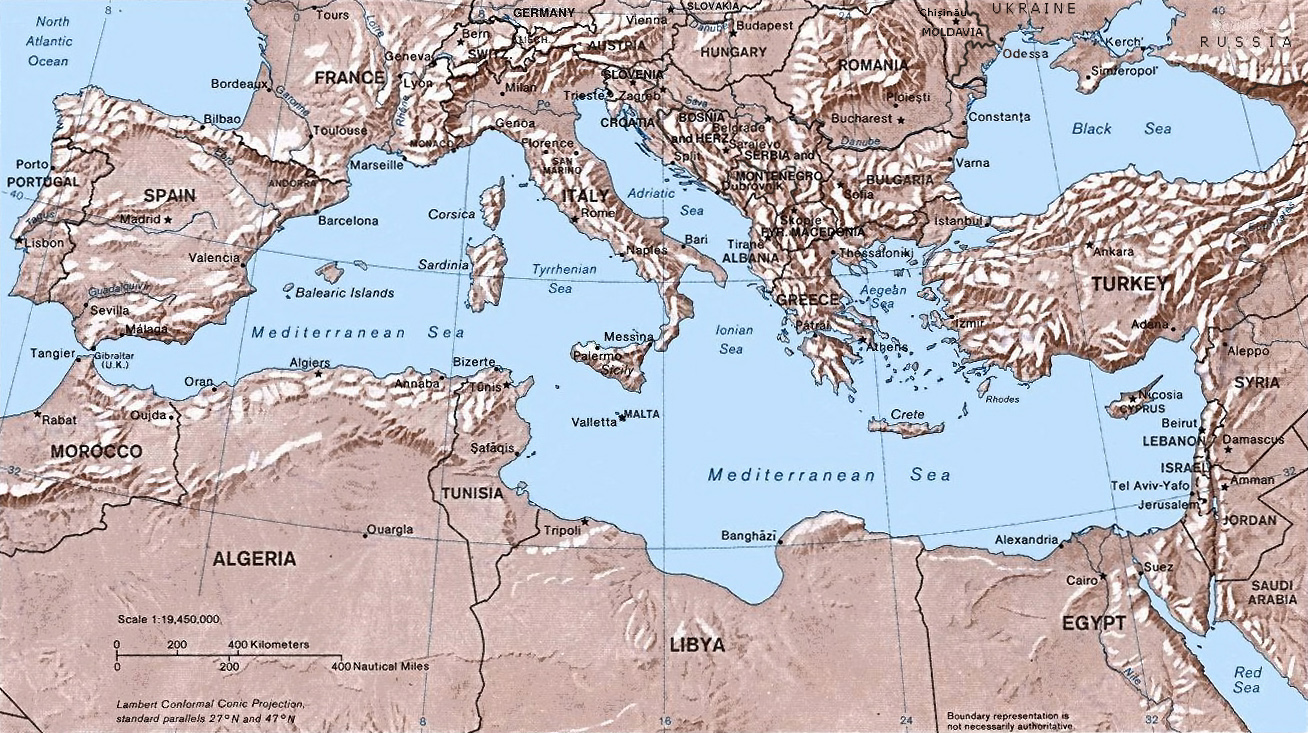
地中海のほぼ中央にあるシチリア

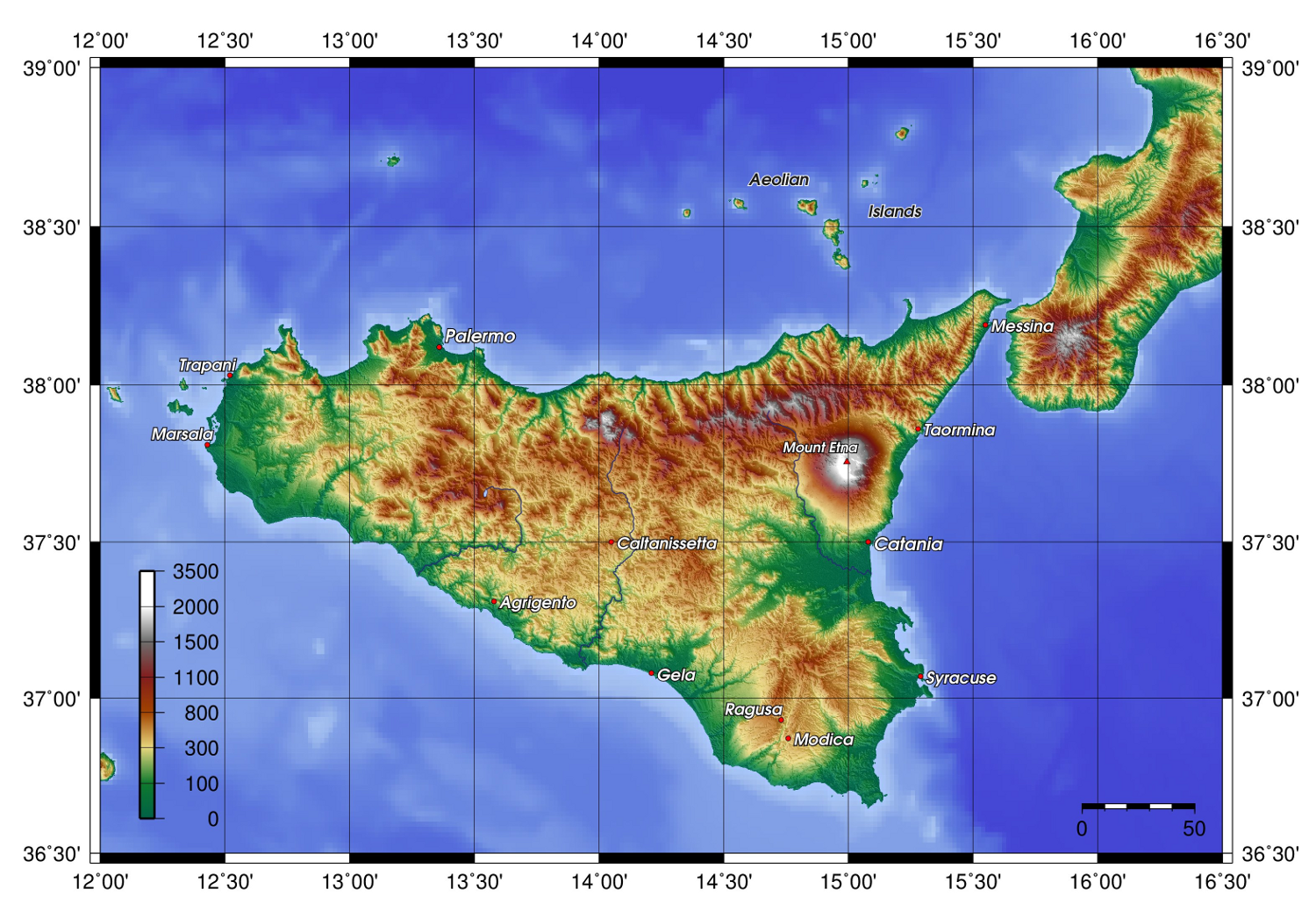
シチリア島の地形図

### 位置・広がり
シチリア島は、イタリア半島の西南に位置する島で、イタリア本土のカラブリア半島とはメッシーナ海峡（最狭部の幅は約3km）によって隔てられている。面積 25,420km2は、日本の九州の約64%、あるいは四国の約1.4倍にあたる大きさである。地中海のほぼ中央部に位置しており、南西方のアフリカ大陸・チュニジアとの間のシチリア海峡（幅約145km）によって東地中海と西地中海を分かっている。北西方向には約285kmを隔ててサルデーニャ島がある。シチリア島を取り巻く海（地中海）のうち、北側の海はティレニア海、東側の海はイオニア海とも呼ばれる。
シチリア島は、全域がイタリア共和国のシチリア州に含まれる。シチリア州には、シチリア島周辺の島々（北方沖のエオリア諸島、西方沖のエーガディ諸島、南西沖のパンテッレリーア島やペラージェ諸島など）が含まれているが、面積の大部分はシチリア島が占めている。シチリア州はイタリア最大の面積を持つ州で（ピエモンテ州がこれに次ぐ）、国土面積の12分の1弱を占めている。
シチリア州の州都パレルモは島の北岸（ティレニア海側）中央やや西寄りに位置しており、カラブリア半島先端のレッジョ・ディ・カラブリアから西へ約200km、イタリア南部の中心都市ナポリから南南西へ約314km、チュニジアの首都チュニスから東北東へ約317km、サルデーニャ島の首府カリャリから東南東へ約389km、イタリアの首都ローマから南南東へ約428kmの距離にある。
ペラージェ諸島のランペドゥーザ島はイタリア共和国の国内で、最南端の領土である。

### 気候
地中海の中央部にあることからもわかる通り、典型的な地中海性気候となっている。夏は乾燥して暑く、冬は穏やかで降水量が増える。夏にはアフリカからシロッコが吹き付ける。パレルモでは夏には平均最高気温が30℃に達するが、冬は10℃台前半で過ごしやすい。年間降水量は300ｍｍ程度だが、北海岸の山岳地帯では700ｍｍを超えるところもある。後述の通り島の大半の場所は高原地帯であり、海岸部よりも気温が低く雪も降る。
カテナヌオーヴァの観測所では1999年の8月に（非公式記録であるが）最高気温48.5℃を記録した。

### 地勢

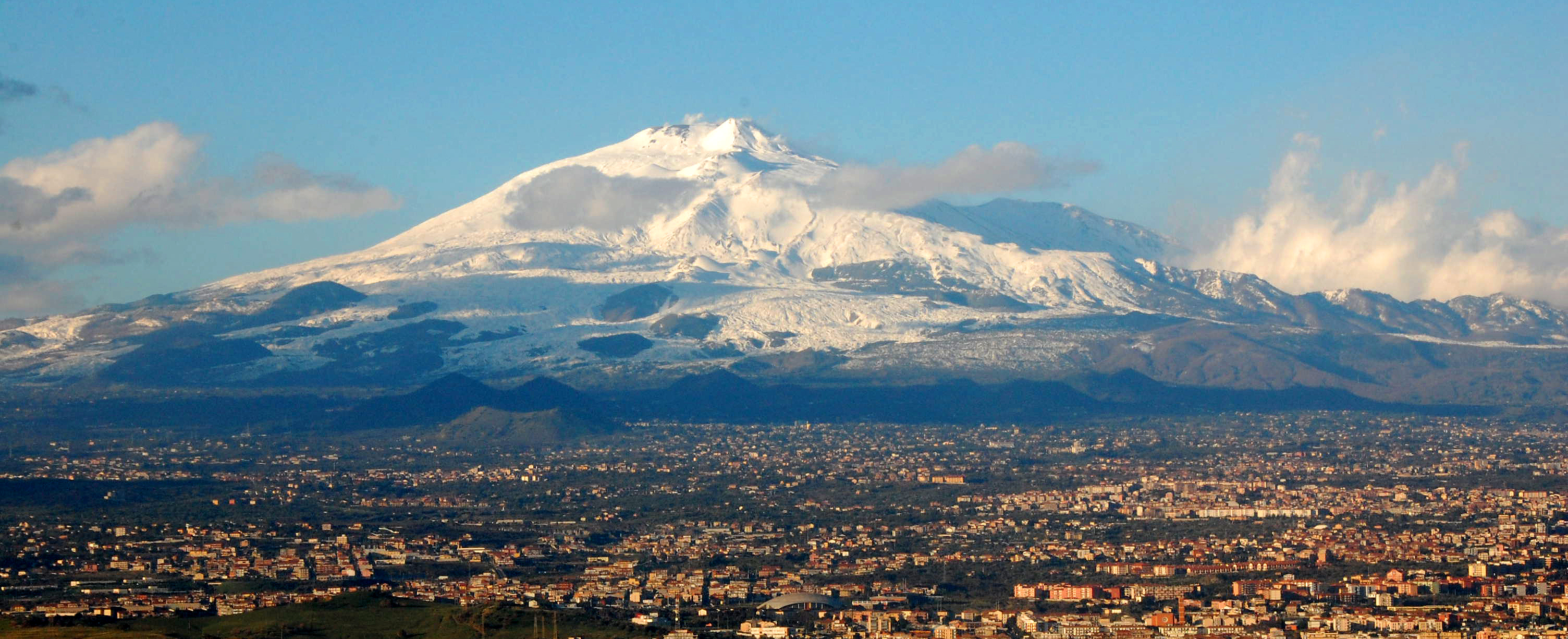
エトナ火山

地形は山がちで平野は少なく、東部に位置する州第二の都市カターニアのあるカターニア平野と海岸沿いの低地を除けばほぼ丘と山で占められている。
北海岸にはペロリターニ・ネブロディ・マドニーエなどの山があるなど、標高1300mから標高2000m級の山脈が連なり東海岸にはヨーロッパ最大の活火山であるエトナ火山がそびえている。
島の8割近い面積は標高500mを超える高原地帯であり、海岸近くの狭い平野にある都市部よりも気温が低い。標高900mよりも高いところでは冬には雪も多く降り、スキー場もある。エトナ山も11月初めから5月初めにかけては雪で覆われる。

#### 島

シチリア島と周辺の島

シチリア島周辺には小島嶼が散在している。北方（ティレニア海）のエオリア諸島、北西（ティレニア海）のウスティカ島、西方のエーガディ諸島、南西（シチリア海峡）のパンテッレリーア島およびペラージェ諸島などであり、これらの島々はシチリア州に所属している。このうち最大の島はパンテッレリーア島（83 km²）である。このほかシチリアの南方にはマルタ島やゴゾ島があるが、これはマルタ共和国として独立国家となっている。

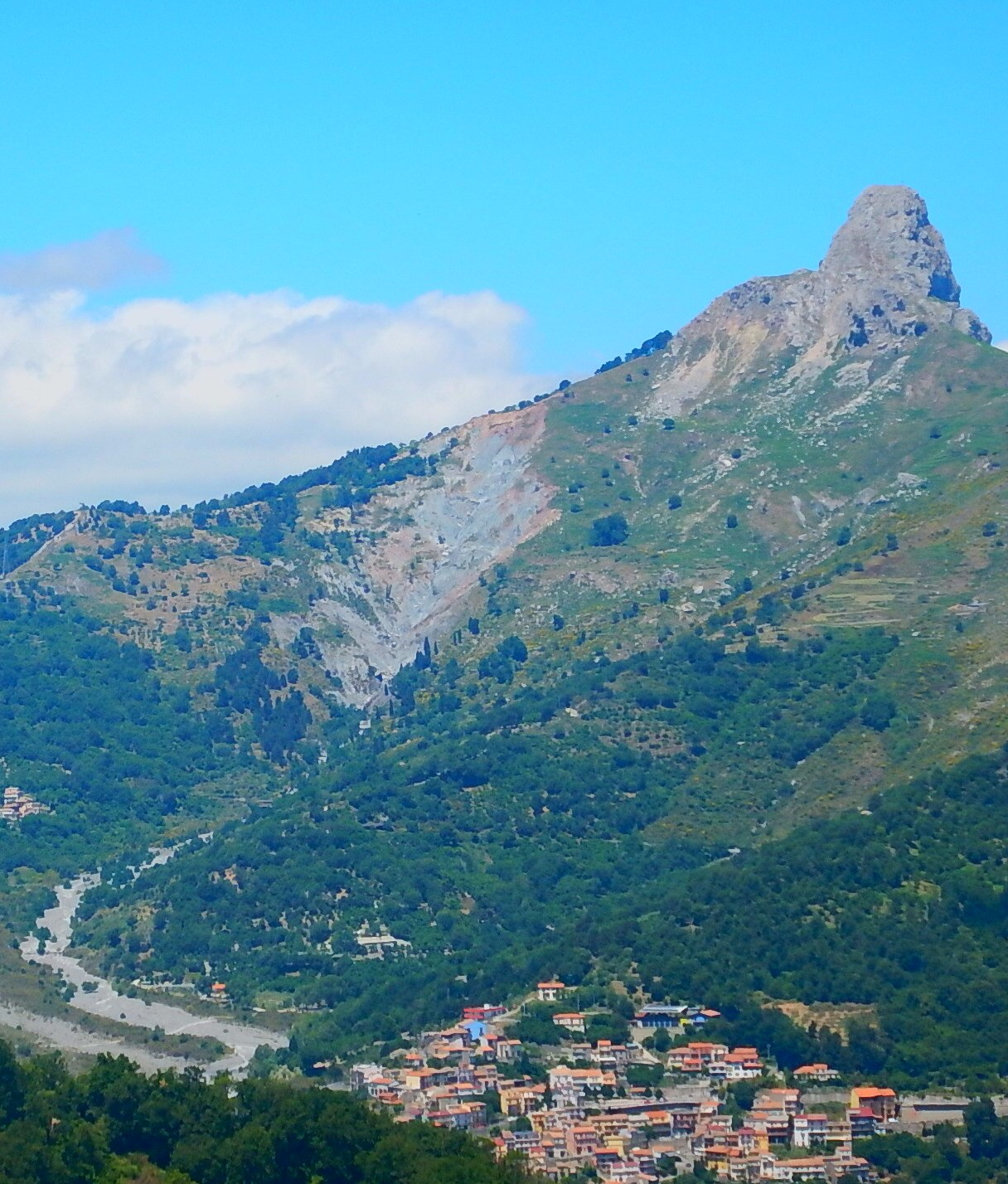
Rocca Salvatesta山、 フォンダケッリ＝ファンティーナ

シチリア周辺の島々の多くは、火山活動によって形成された火山島である。エオリア諸島にあるヴルカーノ島は「火山」を意味する語（英: volcano）の由来となり、現在も活発に活動しているストロンボリ島はストロンボリ式噴火のモデルとなっている。火山学や地質学に大きな寄与を行ったエオリア諸島は、ユネスコの世界遺産（自然遺産）に登録されている。
シチリア島の南西沖地域には（シチリア島とパンテッレーリア島の中間）エンペドクレス海底火山 (Empedocles (volcano)) がある。火山の一部は1831年の噴火に際して短期間海上に隆起し、フェルディナンデアと名付けられたことがある。

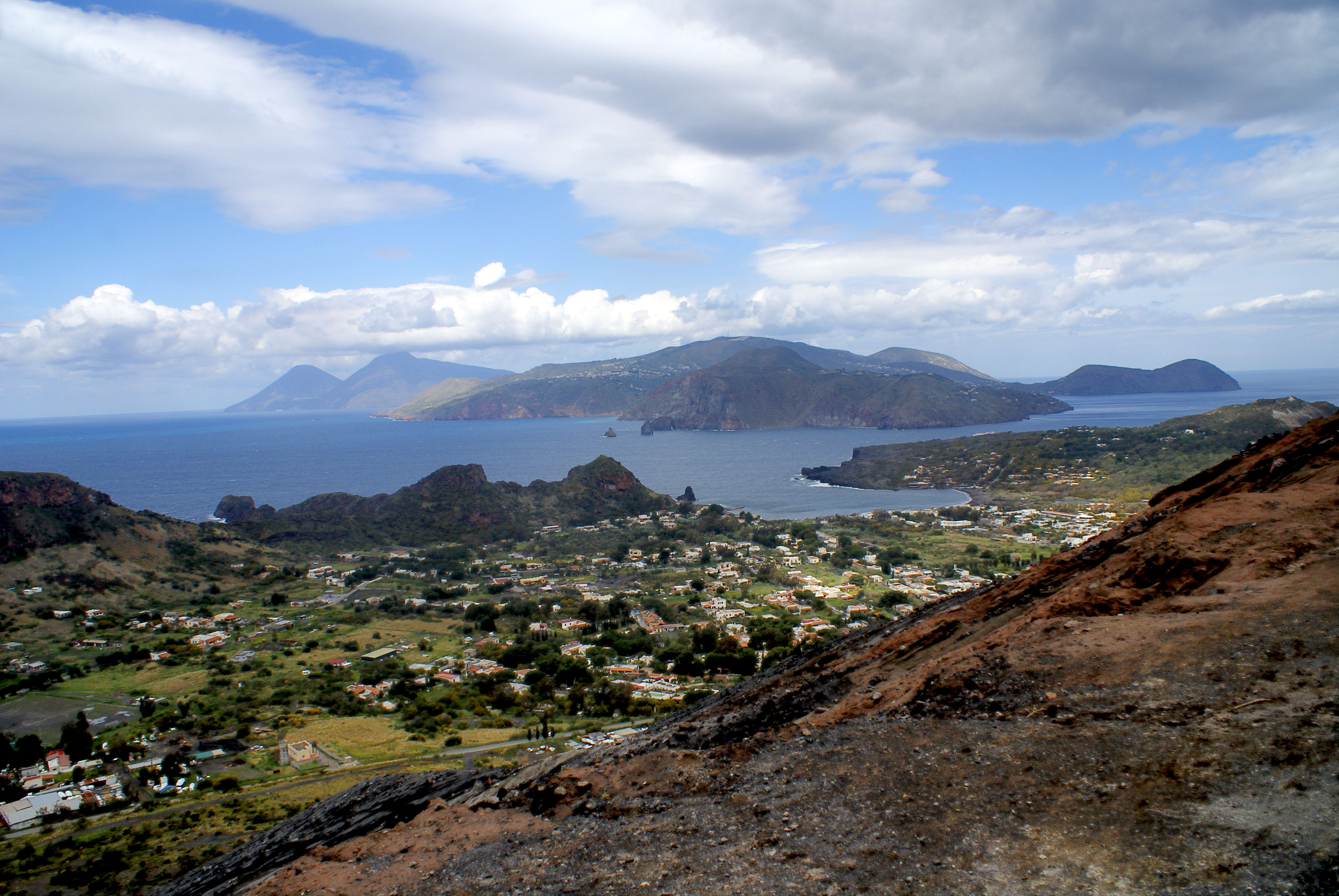
エオリア諸島

シチリア州の主要な島
| - エオリア諸島 - リーパリ島 - サリーナ島 - ヴルカーノ島 - ストロンボリ島 - パナレーア島 - フィリクーディ島 - アリクーディ島 | - ウスティカ島 - エーガディ諸島 - ファヴィニャーナ島 - マレッティモ島 - レヴァンツォ島 | - パンテッレリーア島 - ペラージェ諸島 - ランペドゥーザ島 - リノーザ島 - ランピョーネ島 |

### 主な都市
人口7万人以上のコムーネは以下の通り。人口は2023年1月31日現在。
- パレルモ （パレルモ県） - 630,167人
- カターニア （カターニア県） - 298,762人
- メッシーナ （メッシーナ県） - 218,716人
- シラクサ （シラクーザ県） - 116,224人
- マルサーラ （トラーパニ県） - 79,809人
- ジェーラ （カルタニッセッタ県）- 71,217人

このほかの主要都市として、トラーパニ、アグリジェント、カルタニッセッタ、チェファル、タオルミーナ、ブロンテなどが挙げられる。

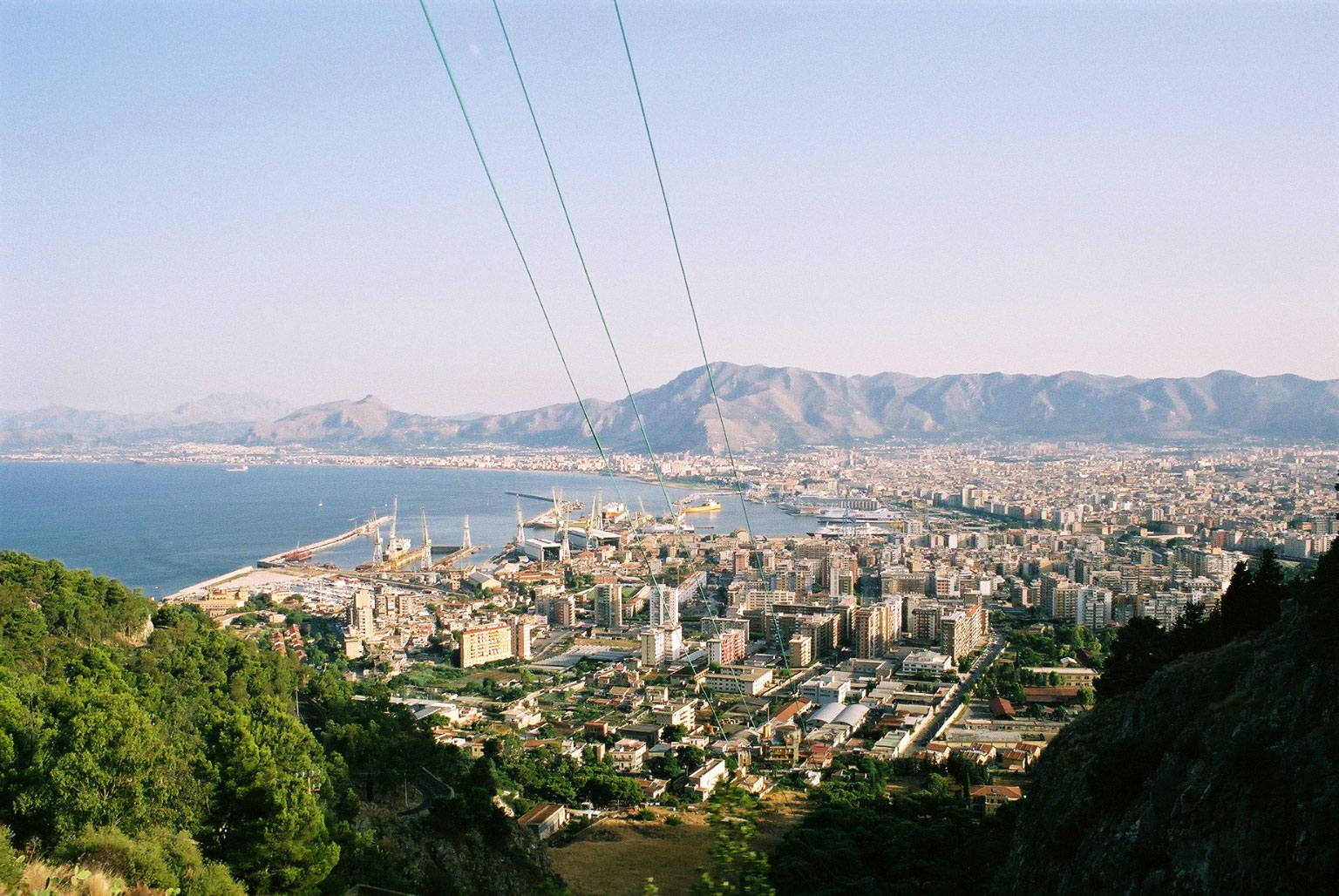
パレルモ
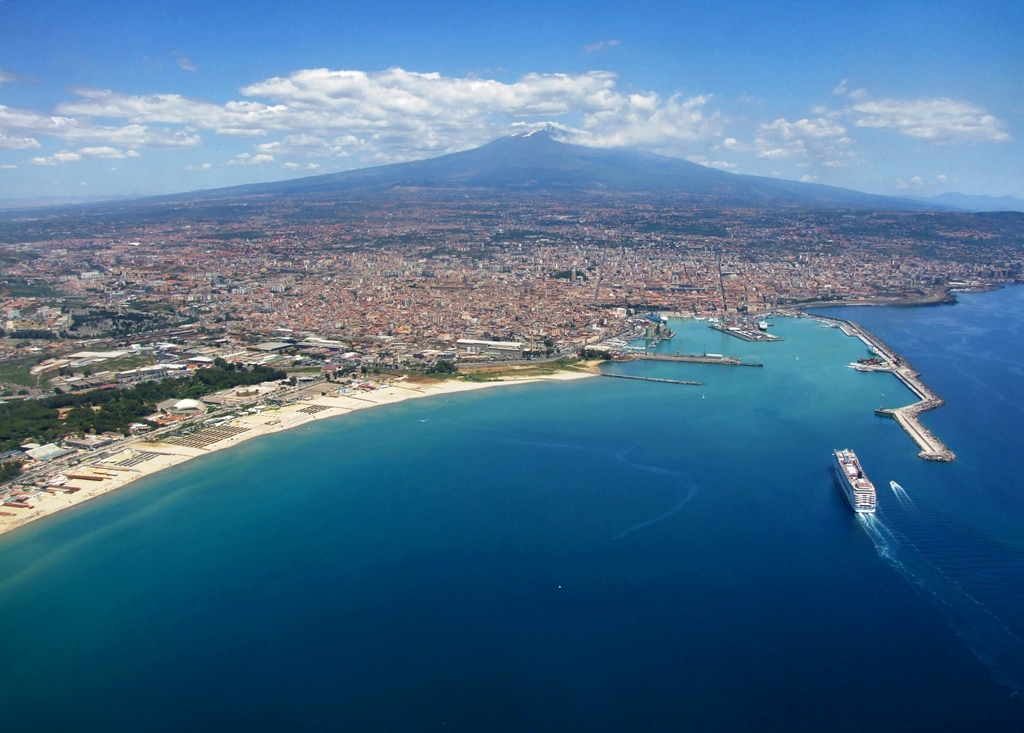
カターニア
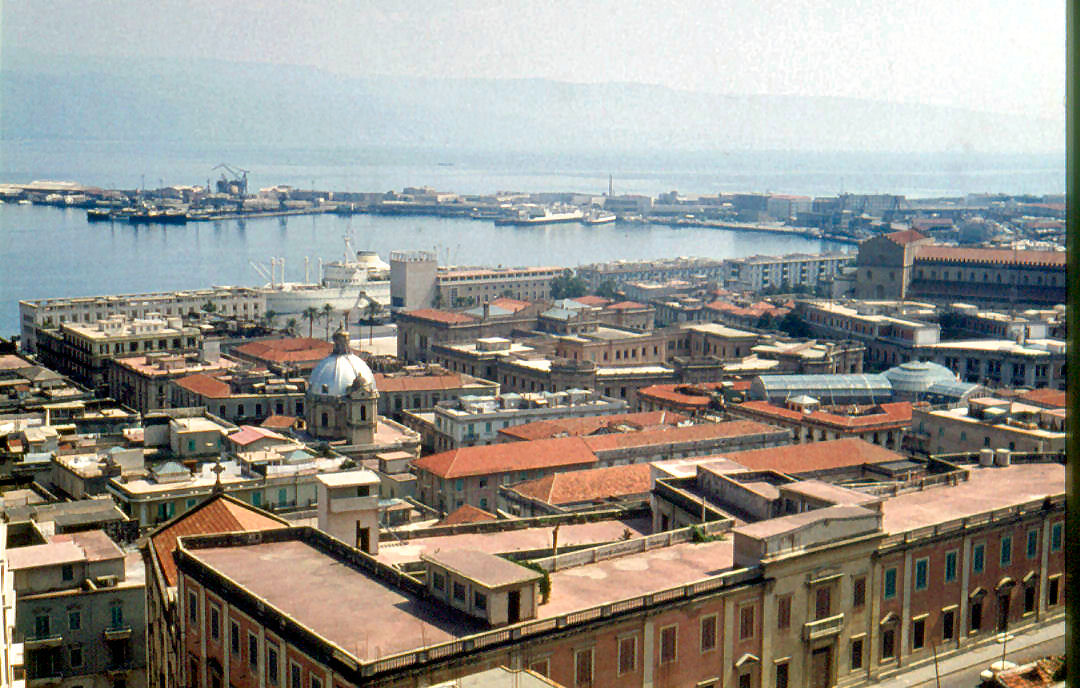
メッシーナ
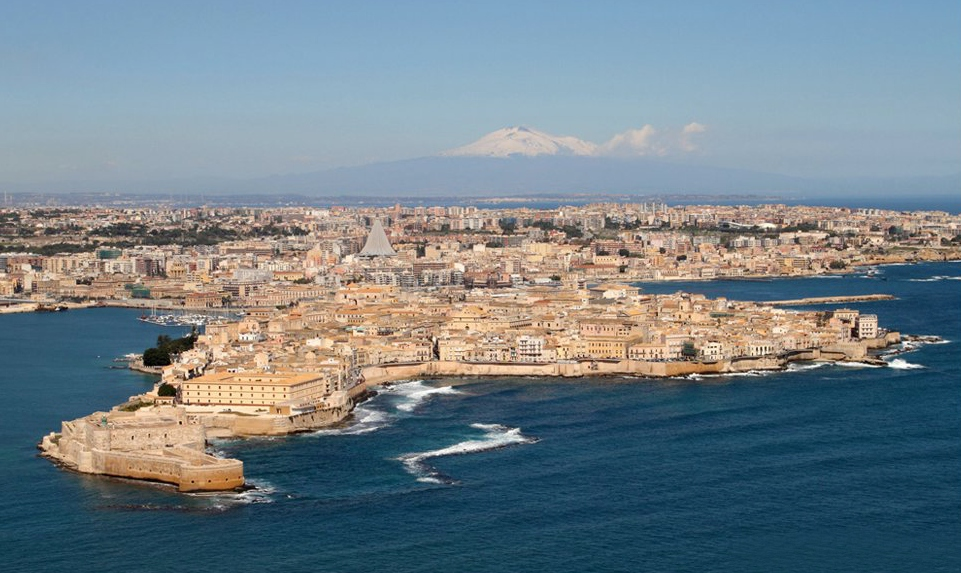
シラクサ

## 歴史

### 古代

#### ギリシア・カルタゴによる支配

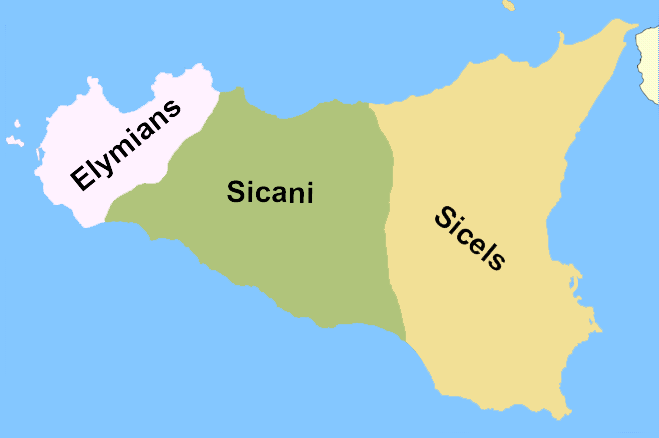
紀元前11世紀のシチリア

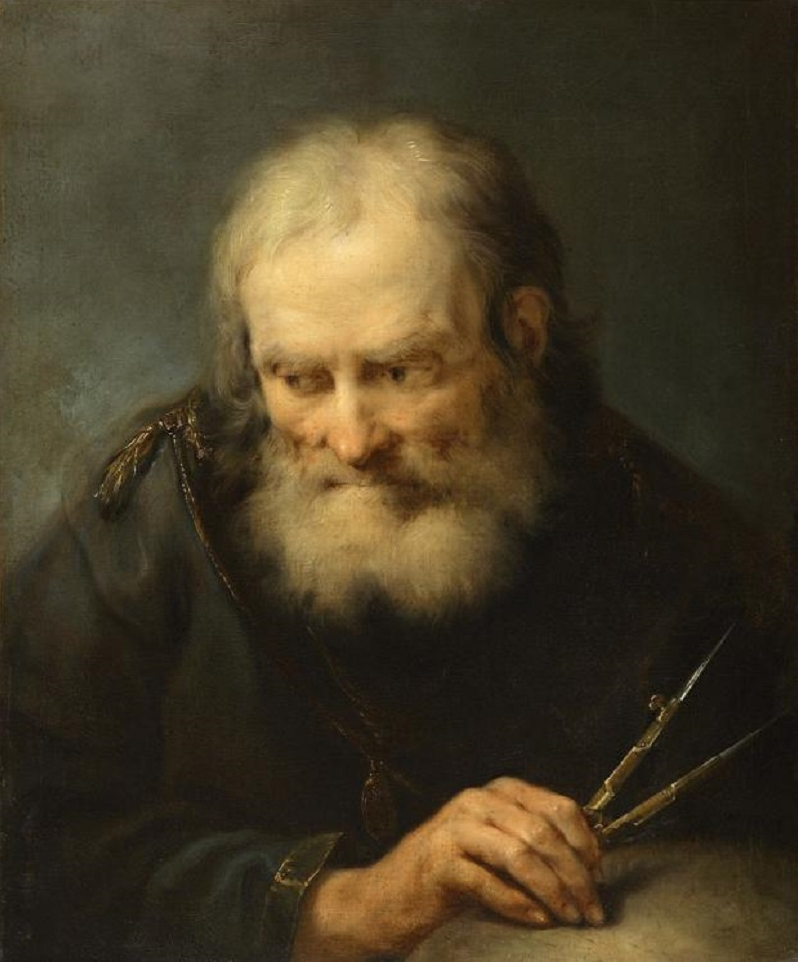
18世紀に描かれたアルキメデスの肖像画

紀元前11世紀には、西部にエリミ人（エリュミア人、エリモイ人）（古代ギリシア語: Ἔλυμοι）、中部にシカニ人（シカノス人）（古代ギリシア語: Σικανοί）、東部にシケル人（シケロイ人）（古代ギリシア語: Σικελοί）が原住民として住んでいた。
紀元前8世紀からギリシア人の植民が開始された。古典ギリシア語ではシケロイ人の名を取ってシケリアと呼ばれた。紀元前734年頃、シケリア最大の植民市となったシュラクサイ（現在のシラクサ）の他、ゲラ（現ジェーラ）、アクラガス（現アグリジェント）、セリヌス、ヒメラ（現在のテルミニ・イメレーゼの東12キロメートル）、ザンクル（現メッシーナ）、レオンティノイ（現レンティーニ）などの植民都市が建設された。これらの都市は、古代ギリシアの重要な一部となっていた。ギリシャの学者として有名なエンペドクレスやアルキメデスはこの島の出身である。紀元前480年、シュラクサイの僭主ゲロンとカルタゴの間で戦争が起き、第一次ヒメラの戦い (紀元前480年)でゲロンが勝利を収めた。
紀元前431年にペロポネソス戦争が起こると、イオニア系植民市とドーリア系植民市の抗争が激化し、アテナイがこれに介入を図った。これに対しシケリアの全都市の代表は紀元前424年ゲラに会合し、シケリア以外からのいかなる干渉をも排することを盟約した。だが、敵国であるコリントスとの経済断交を求めてアテナイはシケリア遠征（紀元前415年 - 紀元前413年）を試み、紀元前415年シュラクサイ（コリントス系植民都市）を包囲したが、スパルタからの援軍によって紀元前413年アテナイ軍は撃退された。
その後、ヘレニズム期において、ディオニュシオス1世ら僭主に率いられたシケリアのギリシア人はカルタゴと戦争状態に入った。カルタゴは、シチリア島の南西のそれほど遠くないアフリカ本土にあり、シチリア島に植民都市もあった。紀元前409年に再びカルタゴと戦争状態となり、第二次ヒメラの戦い (紀元前409年)において、カルタゴはシチリア島からギリシア人勢力を駆逐しようとし、両軍が多大な犠牲を払った。紀元前311年のヒメラ川の戦いで、カルタゴはシラクサとメッシーナが支配する島の東部を除いた他の領域を支配下においた。
紀元前280年からは、カルタゴが支配していたシチリアの奪還及び共和政ローマへの牽制を目的として、エピロス王ピュロスがシチリアへ攻め込んだものの、失敗に終わった。

#### ローマ属州時期

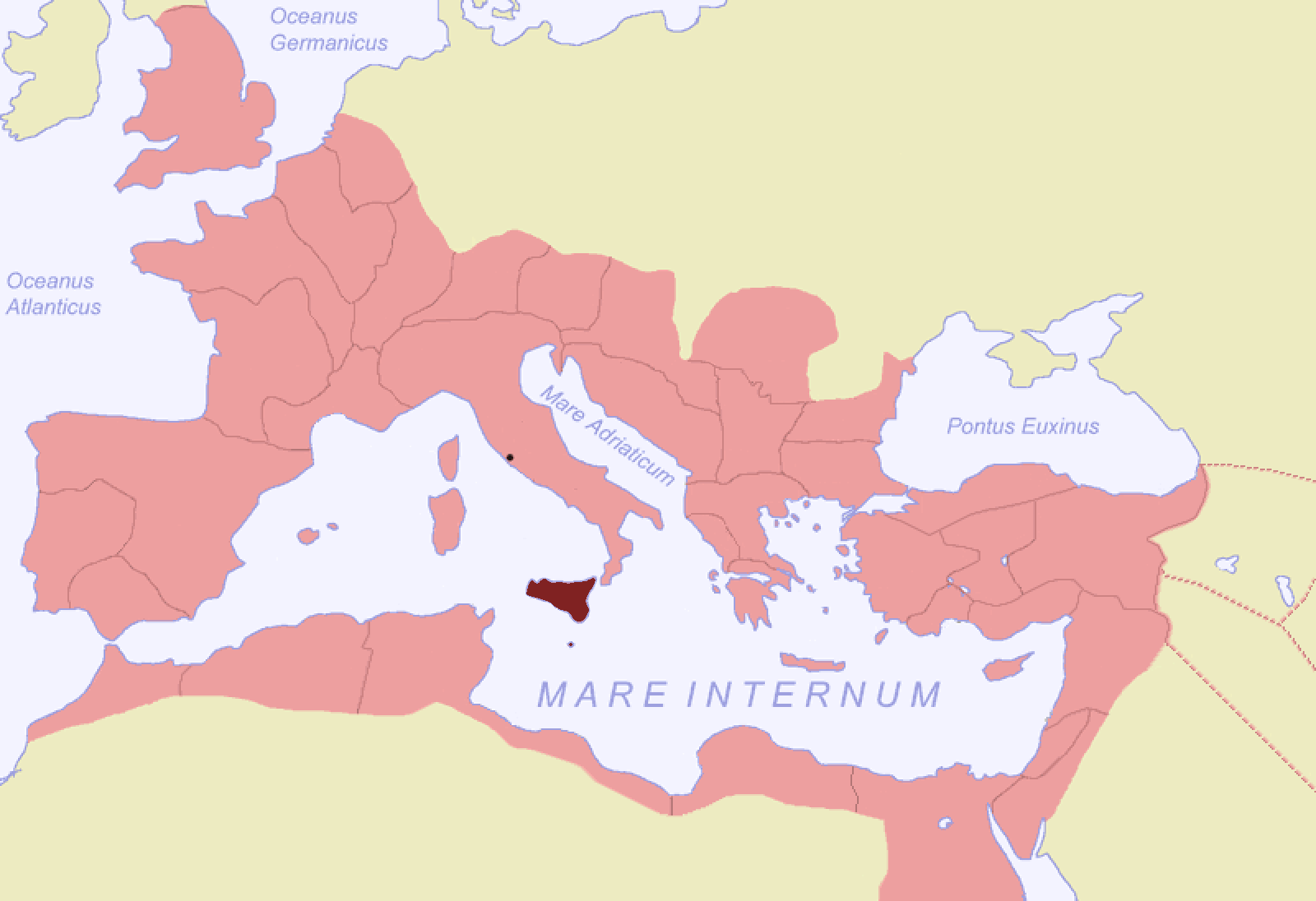
シキリア属州（赤色部分）

紀元前256年、シラクサに侵攻されたメッシーナは、ローマに救援を求め、これがローマとカルタゴによる第一次ポエニ戦争の発端となった。戦争の終結する紀元前242年には、シチリア島全域がローマによって占領された。第二次ポエニ戦争でのカルタゴの初戦の快進撃によって、シチリア島の諸都市はローマに反乱を起こし始めたが、ローマはマルクス・クラウディウス・マルケッルス率いる軍団を派遣してこれを鎮圧し、（シラクサの包囲戦の最中にアルキメデスが戦没している）最終的にカルタゴはシチリア島から追い払われ、シチリアはローマの属州「シキリア属州」となった。
紀元前210年にローマの執政官マルクス・ウァレリウス・ラエウェヌスが、元老院に向かって述べた「一人のカルタゴ人もシチリア島では生かしてはならない」という言葉通りに、シチリア島のカルタゴ寄りの人々が多く殺された。このあと6世紀の間、シチリア島はローマ帝国の属州であった。僻地の田舎のような扱われ方だったが、シチリア島の農作物はローマ市にとって重要な食料供給源であった。強いてローマ化しようとはしなかったので、島はギリシャ時代の様子を多く残していた。 
紀元前135年及び紀元前104年の2度にわたって、シチリアでローマを揺るがす奴隷の大反乱が起こった（シチリア島奴隷反乱）。マルクス・トゥッリウス・キケロの弾劾演説で有名なガイウス・ウェッレスによるシチリアでの悪政があったのは、紀元前73年から紀元前71年にかけてのことであった。
紀元前49年1月からの内戦では、当初グナエウス・ポンペイウスらの元老院派がシチリアを押えていたが、同年4月までにガイウス・ユリウス・カエサル派が奪取した。ポンペイウスの次男セクストゥス・ポンペイウスは、父が殺害され、内戦で元老院派が敗北した後も反カエサルを貫き、第二回三頭政治にも反対してシチリア島を本拠にイタリア半島を海上封鎖した。これにより、ローマとセクストゥスは紀元前38年よりシチリア海域を舞台に戦争状態となった（シチリア戦争）。海上封鎖を続けるセクストゥスに対し、オクタウィアヌスは軍を差し向けたが大敗した。その後、ナウロクス沖の海戦で、オクタウィアヌスは腹心の部下マルクス・ウィプサニウス・アグリッパの活躍とマルクス・アントニウスの支援により、紀元前36年9月3日セクストゥス軍を撃破した。なお、この直後レピドゥスが打倒オクタウィアヌスを企て、シチリア島を独占しようとしたものの、その部下がオクタウィアヌスに通じて失敗、同年中に失脚した。
帝政ローマの時代には、帝国内を視察して回った皇帝ハドリアヌスが125年にシキリア属州を訪れている。

### 中世・近世

#### ヴァンダル王国
440年、ヴァンダル人の王ガイセリックがシチリア島を占領し、ヴァンダル王国に併合された。

#### 東ゴート王国
その数十年後、東ゴート人が侵入してきたが、535年、東ローマ帝国の派遣したベリサリウス将軍によって征服された。しかし、東ゴート王国の新たな王トティラは、イタリア半島を席巻したのち、550年再びシチリア島を奪取した。552年、彼はまたもや東ローマ帝国の派遣した将軍ナルセスによって征服され、遂には殺された。

#### 東ローマ帝国
シチリア島は、東ローマ帝国の領土となり、662年から668年に皇帝コンスタンス2世が暗殺されるまで、シラクサが帝国の首都であった時期もある。670年にウクバ・イブン・ナフィがイフリーキヤのカイラワーンへ進出し、675年に駐屯基地を完成させた。
ユスティニアノス2世は、692年のセバストポリスの戦いでウマイア朝に惨敗すると、軍政改革を開始してテマ制を敷き、695年にテマ・シチリア（695年 - 902年）が置かれた。同年、テマ・ヘラスの長官レオンティオスがクーデターを起こすと、アフリカ総督府のカルタゴがウマイア朝に制圧された。697年にレオンティオスがカルタゴを奪回。698年のカルタゴの戦いで再度カルタゴをウマイア朝に奪われる。テマ・キビュライオタイの長官アプシマロス（ティベリオス3世）がクーデターを起こし、レオンティオスも失脚。705年にユスティニアノス2世が復位し、レオンティオスとティベリオス3世は処刑された。

#### シチリア首長国
827年にカイラワーンから侵入してきたアラブ人（アッバース朝支配下のアグラブ朝）によってシチリア島は征服され（ムスリムのシチリア征服、827年-902年）、シチリア首長国（831年 - 1072年）が成立。

#### シチリア王国

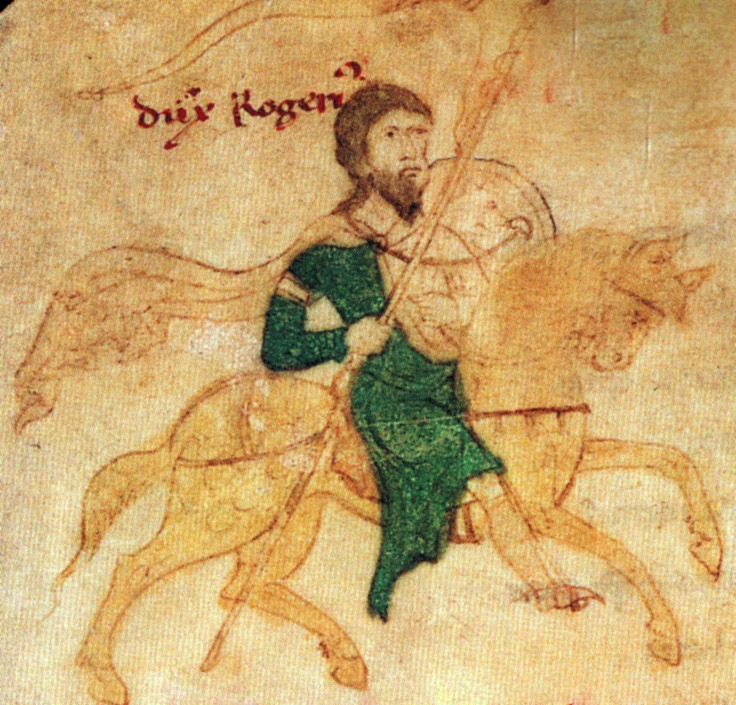
ルッジェーロ2世

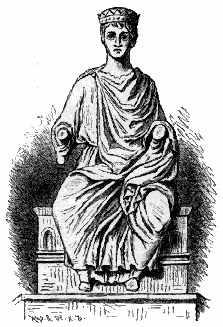
フェデリーコ1世/フリードリヒ2世

11世紀にイタリア半島南部を席巻したノルマン人は、ロベルト・イル・グイスカルドとルッジェーロ1世の兄弟に率いられ、1061年から1091年にかけてシチリア島を征服した（ノルマン人による南イタリア征服参照）。1102年には紙の製法が伝えられた（ヨーロッパで最初とされるイベリア半島のシャティヴァの1144年よりも早かった）。
1130年、シチリア伯ルッジェーロ2世（ルッジェーロ1世の子）がシチリア王位に就き、シチリア島とイタリア半島南部を統治するノルマン・シチリア王国（オートヴィル朝）が成立する。ルッジェーロ2世は学問や芸術に対する造詣が深く、さまざまな文化圏に属する医者や占星術師、学者を王宮に集めた。当時のシチリアではイスラーム教のアラブ人、ギリシア正教のギリシア人、カトリックのラテン系の人びとが生活し、パレルモの宮廷にはそれぞれ2名ずつ計6名の書記官がはたらいた。
1194年、ホーエンシュタウフェン朝の神聖ローマ皇帝ハインリヒ6世がシチリア王位を奪った。1197年よりハインリヒ6世の子フェデリーコ1世（フリードリヒ2世）がシチリア王となり、当代随一の広い学識、合理性、科学的好奇心から畏敬の念も含めて「世界の驚異」と呼ばれ、のちには、その合理的思考から「王座の最初の近代人」と評価された。1215年よりフリードリヒ2世として神聖ローマ皇帝位を兼ね、1220年にはパレルモを自らの本拠地とした。
1266年、神聖ローマ帝国と教皇の紛争により、フランスの王族であるアンジュー伯シャルル1世（シャルル・ダンジュー）がフリードリヒ2世の後継者であるマンフレーディを破ってシチリア王国を征服、シチリア王カルロ1世として即位した（アンジュー＝シチリア家）。

#### シチリアの晩祷と王国分裂、スペイン支配
1282年、フランス人による苛政に対してシチリア住民の反乱が発生（シチリアの晩祷）。カルロ1世も鎮圧に乗り出したが、アラゴン王ペドロ3世（バルセロナ家出身）が介入してシチリア島を支配下におさめた（シチリア晩祷戦争）。シチリア島とイタリア半島南部にまたがっていたシチリア王国は、カルロ1世が保った大陸側の王国（ナポリ王国）と、「アラゴン連合王国」の一部に組み込まれたシチリア島側の王国（トリナクリア王国とも称される）に分裂する。ナポリ王国の王位継承問題はイタリア全土を巻き込むイタリア戦争を引き起こした。一方、シチリア島は、以後アラゴン、スペインによって約500年間支配され、オスマン帝国から逃れたアルバニア人が多数移住した。当初は、アラゴン王家であるバルセロナ家、トラスタマラ家によって支配され、スペイン王国の成立後にはスペイン・ハプスブルク家によって支配された。この間、1656年には疫病が爆発的に蔓延し、1693年には島の東側で起きた大地震により大損害を受けている。

#### スペイン継承戦争
1700年にスペイン・ハプスブルク家が断絶すると、ブルボン家のフェリペ5世がスペイン王に即位するが（スペイン・ブルボン朝）。これをめぐり1702年にフランス（ブルボン家）とオーストリア（ハプスブルク家）との間でスペイン継承戦争が始まった。1713年に結ばれたユトレヒト条約により、サヴォイア公（サヴォイア家）のヴィットーリオ・アメデーオ2世がシチリアの王位を得ることとなった。

#### 四カ国同盟戦争
四カ国同盟戦争（1718年 - 1720年）が終わり、1720年2月17日にハーグ条約を締結。サヴォイア家はオーストリア・ハプスブルク家のカール6世との間でシチリアとサルデーニャを交換し、以後シチリア島はオーストリア・ハプスブルク家の支配下に入った。

#### ポーランド継承戦争
1733年にポーランド継承戦争が勃発すると、1734年にスペインがナポリ・シチリアを奪回。スペイン・ブルボン家出身のパルマ公カルロがナポリとシチリアの王位に就いた（シチリア王としてはカルロ5世。のちにスペイン王となりカルロス3世）。以後、シチリア王国はナポリ王国とともに（同君連合として）スペイン・ブルボン家の分家であるブルボン＝シチリア家によって統治されるようになった。

### 近代

#### ナポレオン戦争と両シチリア王国
ナポレオン戦争中、ナポリはフランス軍によって占領されるが、イギリスが対フランスの拠点としてシチリア島を確保し、シチリア王フェルディナンド3世（ナポリ王としてはフェルディナンド4世）はパレルモに逃れた。
ナポレオン戦争後の1816年にシチリア王国とナポリ王国は統合されて両シチリア王国となり、シチリア王フェルディナンド3世が「両シチリア王フェルディナンド1世」となった。

#### イタリア統一運動
1820年と1848年に、ブルボン家に対して立憲政府を要求する革命運動が起きたが、どちらも失敗に終わる。
1860年にジュゼッペ・ガリバルディ率いる千人隊はシチリア島西海岸のマルサーラ近くに上陸、シチリア島を占領し、ついでイタリア半島に渡って両シチリア王国の首都ナポリを奪取した。ガリバルディは占領地をサルデーニャ王ヴィットーリオ・エマヌエーレ2世に献上（テアーノの握手）、翌1861年に成立するイタリア王国へシチリア島は統合された（イタリア統一運動参照）。

#### ファッシ・シチリアーニ
イタリア統一後の半世紀にわたる経済発展によって、イタリア北部は広く都市化されていたが、シチリア島は産業の発達から取り残された。1894年にはファッシ・シチリアーニと呼ばれる労働者の運動が激化し、政府は非常事態宣言を出して弾圧した。シチリア島からは多くの移民が流出した。イタリア系アメリカ人の中でもシチリア系 (Sicilian American) は多くの比重を占めている。19世紀後半、マフィアとして知られる犯罪組織の影響力が拡大し、シチリア島にも及んでいた。

#### 世界大戦
1920年代後半は、ファシスト政権によって抑圧されていた。第二次世界大戦時、連合国によるシチリア島攻略作戦（ハスキー作戦）によって占領された。

### 現代
1946年、シチリアはイタリア共和国の自治州となった。1950年から1962年にかけて国土の再編成が行われた結果、シチリア島は少し拡張され、1950年には南部開発公庫（1950年 - 1984年）から特別資金が当てられている。
1992年には、マフィアに反対する2人の治安判事が暗殺される事件が発生した。5月23日にはパレルモ近郊のカパーチでジョヴァンニ・ファルコーネが暗殺され（カパーチの虐殺）、7月19日にはパレルモ市内でパオロ・ボルセリーノが暗殺された（アメリオ通りの虐殺）。2人の治安判事は反マフィア運動を象徴する人物として記憶され、パレルモ国際空港の正式名称もファルコーネ・ボルセリーノ空港と改められた。
この1992年は、マフィアなどとの癒着も含めイタリア政界を揺るがす事件が次々に明るみに出た年で（タンジェントポリ）、政界の再編が進んだ。1992年以後のイタリアについて「第二共和政」という表現が用いられることがある。

## 行政区画
シチリア州は、以下の9県からなる。

シチリア州と各県

左端の数字はISTATコード、アルファベット2文字は県名略記号を示す。人口は2023年1月31日現在。面積の単位はkm2。
|     |    | 県名               | 綴り          | 県都             | 面積  | 人口      |
| --- | -- | ------------------ | ------------- | ---------------- | ----- | --------- |
| 081 | TP | トラーパニ県       | Trapani       | トラーパニ       | 2,460 | 413,568   |
| 082 | PA | パレルモ県         | Palermo       | パレルモ         | 4,992 | 1,200,957 |
| 083 | ME | メッシーナ県       | Messina       | メッシーナ       | 3,247 | 598,811   |
| 084 | AG | アグリジェント県   | Agrigento     | アグリジェント   | 3,042 | 412,472   |
| 085 | CL | カルタニッセッタ県 | Caltanissetta | カルタニッセッタ | 2,128 | 248,699   |
| 086 | EN | エンナ県           | Enna          | エンナ           | 2,562 | 154,711   |
| 087 | CT | カターニア県       | Catania       | カターニア       | 3,552 | 1,071,914 |
| 088 | RG | ラグーザ県         | Ragusa        | ラグーザ         | 1,614 | 317,136   |
| 089 | SR | シラクーザ県       | Siracusa      | シラクサ         | 2,109 | 383,738   |

### 地方区画の沿革
第二次世界大戦後の1946年に制定されたシチリア特別自治州憲章は、従来の県 (プロヴィンチャ、provincia) を廃止した。その後、1963年の州法第16号で県が再設置された。1986年、州法第9号は、1946年の州憲章を適用し、広域自治体として県 (provincia) の代わりに Libero consorzio comunale を置き、これを県（プロヴィンチャ・レジョナーレ、provincia regionale）と称した。
2015年9月4日制定の州法第15号により、パレルモ県、メッシーナ県、カターニア県はmetropolitana に移行した。

## 経済・産業
2000年以上も昔の古代から穀物をはじめとする農作物の生産地であった。なかでもオリーブとワインが特産品である。カルタニッセッタ県は、19世紀には硫黄の一大産地であったが、1950年代以降に硫黄の産出量は減り続けている。

## 文化

### シンボル
州旗 (Flag of Sicily) に見られるシンボルはトリナクリア（Trinacria）と呼ばれるもので、ギリシャ神話のメデューサの顔と3本の素足からなる。足はパレルモ、メッシーナ、シラクサの岬を表すとされる。トリナクリアはシチリアの古名でもあり、ギリシア語の「3つの岬」に由来する。

### 伝説
伝説では、シチリア島はオリンポス神と巨人族の戦いのときに、アテナが巨人の一人エンケラドスを封じて投げつけたとされる。

### 言語・民族

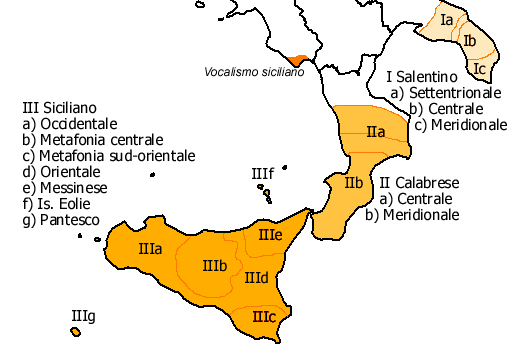
シチリア語の方言分布。

アルバレシュ語が話されているコムーネ。

ガロ・イタリア語シチリア方言。濃緑が日常的に話されているコムーネ。薄緑が部分的に話されるコムーネ。

シチリアの地方言語はシチリア語である。2006年の国立統計研究所（ISTAT）の統計によれば、6歳以上の住民の家庭内での会話における言語状況は以下の通り。イタリア語（Italiano）、地方言語（Dialetto）、他の言語（Altra lingua）についてのデータで、左列が全国平均、右列がシチリア州の数値である。
| 家庭内の会話における使用言語           | 全国  | 州    |
| -------------------------------------- | ----- | ----- |
| イタリア語のみ、あるいは主にイタリア語 | 45.5% | 26.2% |
| 地方言語のみ、あるいは主に地方言語     | 16.0% | 25.5% |
| イタリア語と地方言語の双方             | 32.5% | 46.2% |
| 他の言語                               | 5.1%  | 1.2%  |

シチリア語
ロマンス諸語の言語。カラブリア州の中部・南部や、プッリャ州・カンパニア州の一部でも話される。
アルバレシュ語（アルバニア語）
アルバニア系の、アルバレシュ人と呼ばれる人々が話す。アルバレシュ人のコミュニティは、パレルモ県のサンタ・クリスティーナ・ジェーラやピアーナ・デッリ・アルバネージ、コンテッサ・エンテッリーナなどに現存する。
ガロ・イタリア語シチリア方言 (it:Dialetti gallo-italici di Sicilia) 
ガロ・イタリア語はロマンス諸語の一群で、北イタリアで話されるロンバルディア語やエミリア・ロマーニャ語、ピエモンテ語などがここに分類される。シチリアにおけるガロ・イタリア語話者は、ノルマン人のルッジェーロ1世によるシチリア征服（ノルマン人による南イタリア征服参照）とともにシチリアにわたってきた人々の末裔と考えられており、「シチリアのロンバルド人」 (it:Lombardi di Sicilia) とも呼ばれる。メッシーナ県の一部（アックエドルチ、モンタルバーノ・エリコーナ、ノヴァーラ・ディ・シチーリア、フォンダケッリ＝ファンティーナ、サン・フラテッロ、サン・ピエーロ・パッティ）、エンナ県の一部（アイドーネ、ニコジーア、ピアッツァ・アルメリーナ、スペルリンガ）などに見られる。
ギリシャ語
メッシーナ（メッシーナ県）には、ギリシャ語を話す500人ほどのマイノリティのコミュニティがある (it:Greci di Messina) 。この集団は、古代にマグナ・グラエキアに暮らしたギリシャ人や、中世以後のギリシャ人ディアスポラに由来する（対岸のカラブリア州にも同様のギリシャ語を話すマイノリティが存在する）、2012年にメッシーナ市は、言語的マイノリティの保護を規定した1999年法律482号 (legge 482 del 1999) を市域のギリシャ語コミュニティに適用すると決定した。

### 食文化

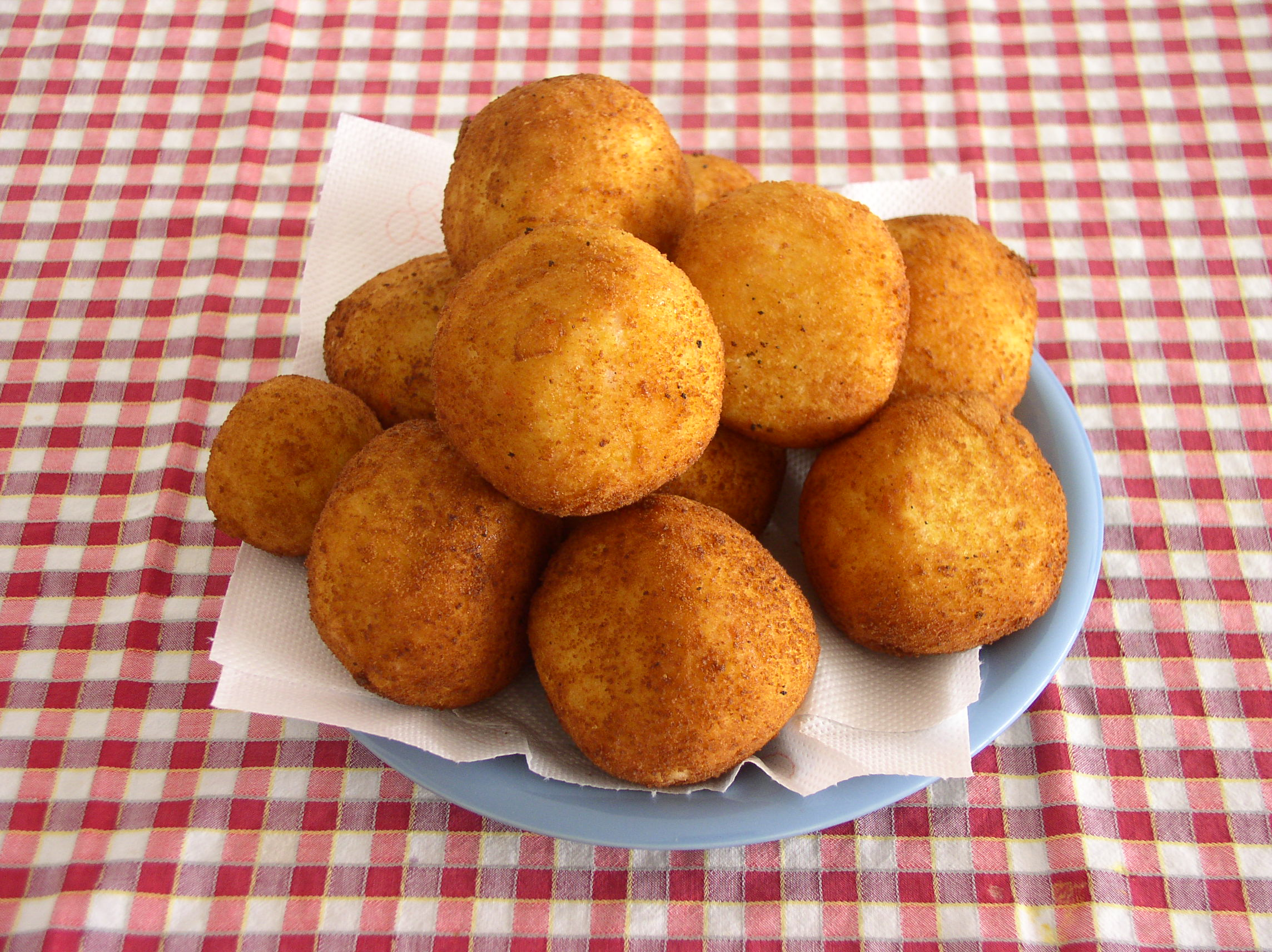
名物料理アランチーニ。

紀元前5世紀に生まれたシチリアの料理人ミタエクスは、シチリア料理の知見をギリシャに伝えたとされる。ミタエクスの料理本はギリシャ語で書かれた最初のものであり、名前が知られているあらゆる言語において、最古の料理本の著者である。

### 服飾
コッポラ帽

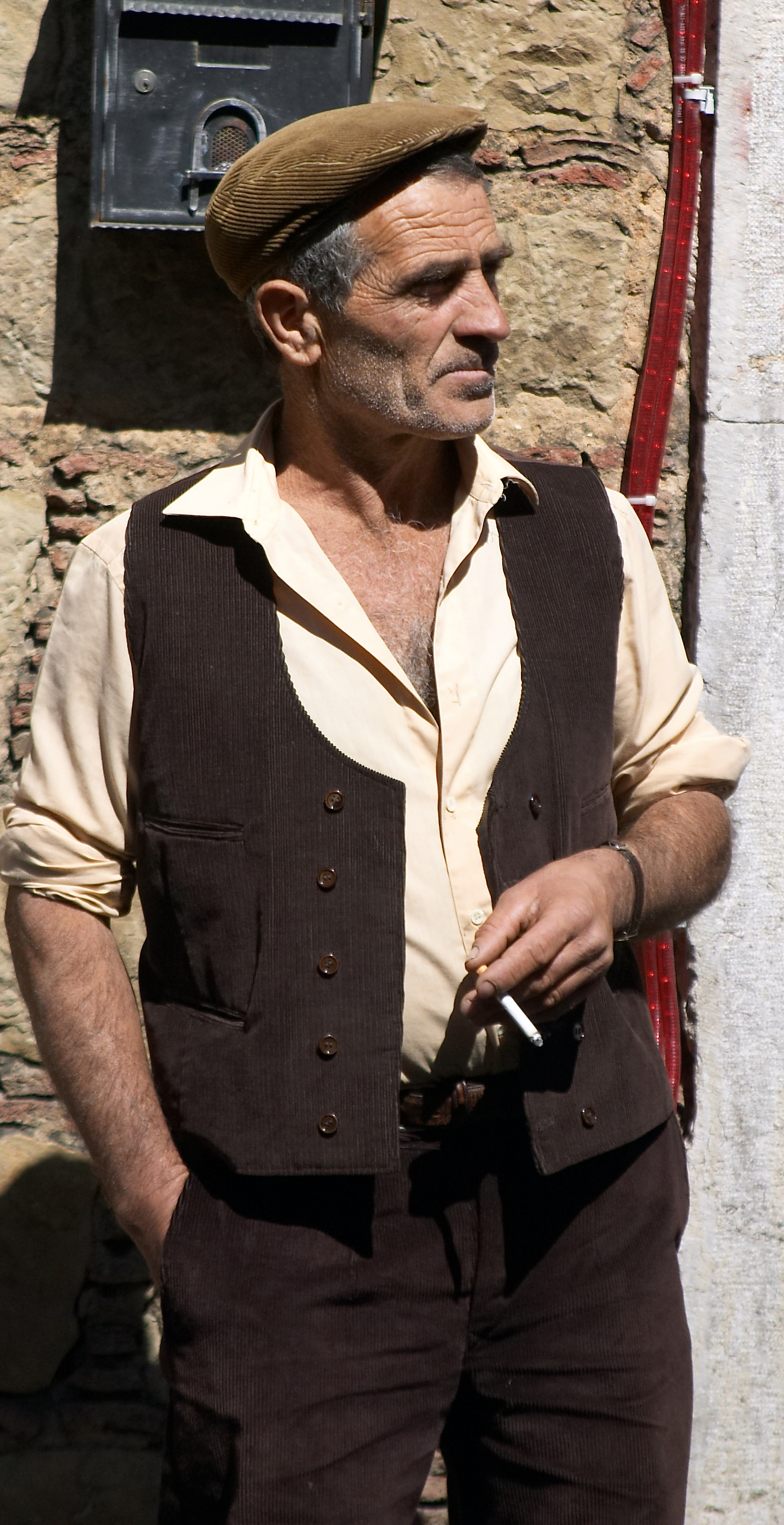
コッポラ帽をかぶったシチリアの老農夫

コッポラ帽 (Coppola (cap)) は、フラットキャップ（ハンチング帽、キャスケット）の一種で、シチリアの象徴的な帽子と見なされている。coppola という名称は、英語の cap が転じたものとされる。シチリアでこの帽子が使用されるようになったのは20世紀初頭のことで、ベレー帽が入手できるようになり、農家がひさしを付けるようになり完成した。材料はシルク・麻などである。

### 音楽
シチリア民謡としては、しゃれこうべと大砲（しゃれこうべの歌） (it:Vitti 'na crozza) などが知られている。
16世紀～17世紀頃、末期ルネサンス音楽ないし初期バロック音楽において、「シチリア風」の舞曲として「シチリアーナ」（シシリエンヌ、シチリア舞曲とも）と呼ばれる形式の曲が作曲されるようになった。

## みどころ

### 世界遺産
州内には以下の世界遺産がある。
- ヴァル・ディ・ノートの後期バロック様式の町々 （カターニア県、シラクーザ県、ラグーザ県）
- アグリジェントの考古的地域 （アグリジェント県アグリジェント）
- ヴィッラ・ロマーナ・デル・カサーレ （エンナ県ピアッツァ・アルメリーナ）
- シラクサとパンターリカの岩壁墓地遺跡 （シラクーザ県）
- エオリエ諸島　（メッシーナ県）
- エトナ山　（カターニア県）

## スポーツ

### サッカー

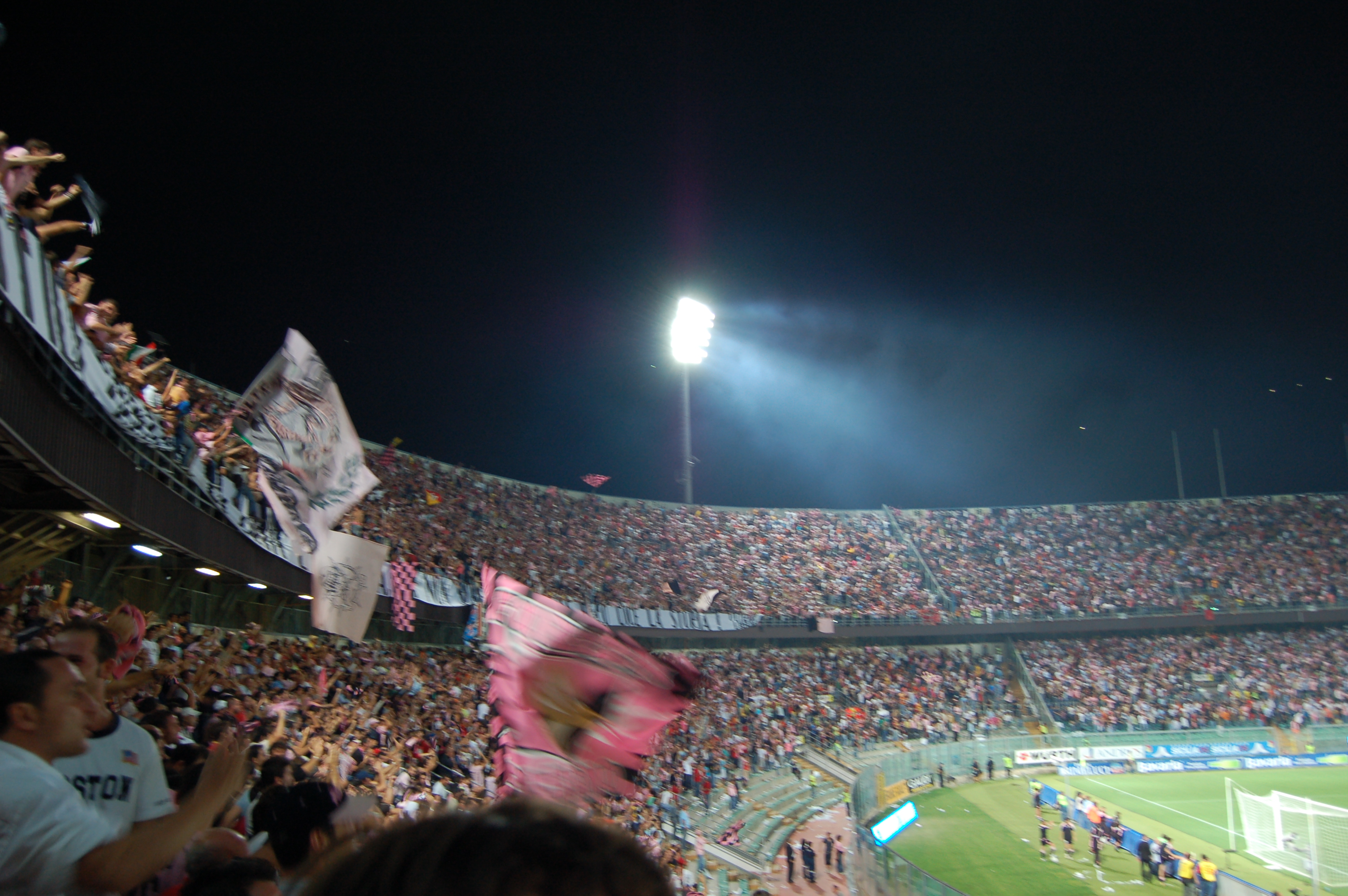
2006年9月21日のパレルモ×カターニア戦（シチリア・ダービー）におけるパレルモ側サポーター（パレルモのスタディオ・レンツォ・バルベラにて）

州内に本拠を置くプロサッカークラブとしては以下がある。所属リーグは2017-18シーズン現在。
- USチッタ・ディ・パレルモ （パレルモ） - セリエA（1部リーグ）
- カルチョ・カターニア （カターニア） - セリエC（3部リーグ）
- トラーパニ・カルチョ （トラーパニ） - セリエC（3部リーグ）
- ACRメッシーナ （メッシーナ） - セリエD（4部リーグ）

州都パレルモをホームとするUSチッタ・ディ・パレルモと、第二の都市カターニアをホームとするカルチョ・カターニアとの対戦は、デルビー・ディ・シチリア（シチリアダービー）と呼ばれる。2007年には、シチリアダービー中のカターニアのスタジアムにおいて観客と警官の衝突事件が発生して死傷者を出し、イタリアのサッカー界に大きな衝撃を与えた。なお、第三の都市メッシーナに本拠を置くACRメッシーナとの対戦も広義のデルビー・ディ・シチリアとされることがある。またACRメッシーナと、メッシーナ海峡対岸のレッジョ・ディ・カラブリアを本拠とするレッジーナ・カルチョとの対戦は、デルビー・デッロ・ストレット（海峡ダービー）と呼ばれる。
4部リーグ（アマチュア最上位リーグ）のセリエDでは、カラブリア州・カンパニア州のチームとともにジローネIに属する。シチリア州の地方リーグ（5部リーグ）として、エッチェッレンツァ・シチリア (it:Eccellenza Sicilia) がある。

### 自動車レース
シチリア島では1906年から1977年にかけて、公道自動車レース「タルガ・フローリオ」が行われていた。国際的なスポーツカーレースであったが、レーシングカーの高性能化に加え、観客を巻き込む死傷事故が発生したために終止符が打たれた。

### 自転車ロードレース
2019年4月、42年ぶりにジロ・デ・イタリアを主催するRCSスポルトにより、UCIヨーロッパツアーとしてジロ・ディ・シチリアが開催された
本大会はシチリア島を巡る4日間のステージレースであり、初開催は1907年。
ジロ・デ・イタリアの初開催よりも2年前に始まった長い歴史をもち、イタリアの自転車競技人気の礎を築いた大会である。

## 交通
イタリア本土および周辺の主要都市より、飛行機やフェリーの航路が開設されている。
また島内には、鉄道やバス網がある。

### 道路・自動車交通
おもな高速道路
- アウトストラーダ A18
  - メッシーナ - カターニア
  - シラクーザ - ロゾリーニ
- アウトストラーダ A19

シチリア島の高速道路網

  - パレルモ - ブオンフォルネッロ - カルタニッセッタ - エンナ - カターニア
- アウトストラーダ A20
  - ブオンフォルネッロ - メッシーナ
- アウトストラーダ A29
  - パレルモ - アルカモ - マツァーラ・デル・ヴァッロ
  - アルカモ - トラーパニ

A18のカターニア - シラクーザ間は、カターニア郊外を半環状に走るラッコルド・アウトストラダーレ RA15とカターニア＝シラクーザ高速道路 (it:Autostrada Catania-Siracusa) によって接続されている。
イタリア本土とシチリア島を結ぶメッシーナ海峡大橋の建設が2009年から始まっており、2016年の完成が目指されていたが、2013年2月26日、予算不足により再び計画は中止となっている。

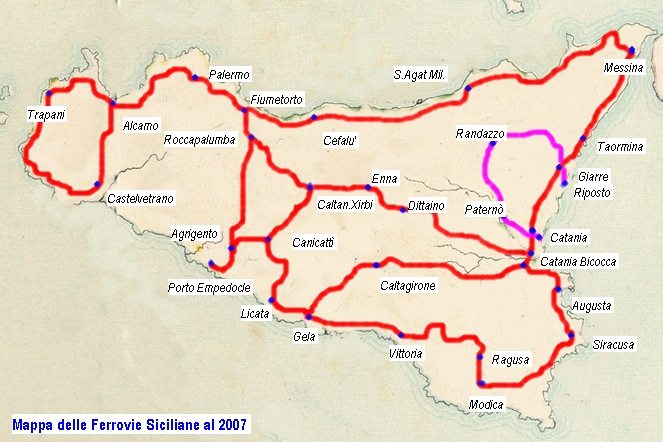
シチリア島の鉄道網（2007年現在）

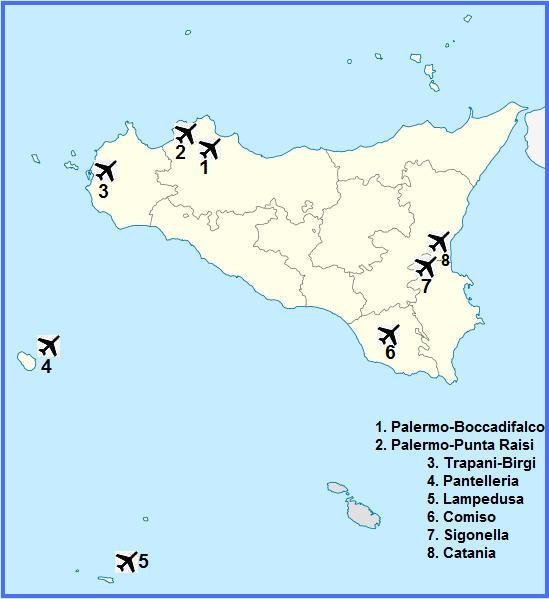
シチリアの空港

### 鉄道
シチリア島には、旧イタリア国鉄を引き継ぐFS（Ferrovia del Stato。運行会社はトレニタリア）と、エトナ山周遊鉄道（FCE: Ferrovia Circumetnea）の鉄道路線がある。

### 空港
シチリア州の主要な空港には以下がある（番号は左図）。
| 1. パレルモ・ボッカディファルコ空港 （パレルモ） 2. パレルモ国際空港 （パレルモ） 3. トラーパニ・ビルギ空港 （トラーパニ） 4. パンテッレーリア空港 （パンテッレリーア島） 5. ランペドゥーザ空港 （ランペドゥーザ島） 6. コーミゾ空港 （ラグーザ県コーミゾ） 7. シニョネッラ海軍航空基地 （シラクーザ県レンティーニ） - 軍用 8. カターニア・ファンタナロッサ国際空港 （カターニア） |

シチリアにはヨーロッパ各地からの空路が開設されていて、特にカターニア国際空港は、南イタリアで最も利用客の多い空港として知られている。（利用客数がパレルモ国際空港の約1.5倍あり、カターニア－ローマ間はイタリア国内航路の中で最も飛行機の交通量の多い区間である。）

### 港湾・海路
パレルモ‐ナポリ、カターニャ‐ナポリ、メッシーナ‐サレルノ間などに定期フェリーがある。

## 人物

### 著名な出身者
- エンペドクレス - 紀元前5世紀の自然哲学者。現在のアグリジェント生まれ。
- アルキメデス - 紀元前3世紀の数学者・物理学者・天文学者。シラクサ生まれ。
- ルカニアのヴィトゥス - 3-4世紀の殉教者、聖人。シチリア出身とされる。
- アントネロ・ダ・メッシーナ - 15世紀の画家。メッシーナ生まれ。
- ジュゼッペ・キアラ - 17世紀、日本に潜入したキリスト教宣教師。パレルモ生まれ。
- アレッサンドロ・スカルラッティ - 17-18世紀の作曲家。トラーパニもしくはパレルモ生まれ。
- ジョヴァンニ・バッティスタ・シドッティ - 18世紀初頭、日本に潜入したキリスト教宣教師。シチリア生まれ。
- ヴィンチェンツォ・ベッリーニ - 19世紀の作曲家。カターニア生まれ。
- フランチェスコ・クリスピ（英語版） - 19世紀の政治家、イタリア王国首相。リベーラ生まれ。
- ジョヴァンニ・ヴェルガ - 19-20世紀の作家。カターニア生まれ。
- ヴィットーリオ・エマヌエーレ・オルランド - 外交官、イタリア王国首相。パレルモ生まれ。
- ルイジ・ピランデルロ - 作家。ノーベル文学賞受賞者。アグリジェント生まれ。
- ジョヴァンニ・ジェンティーレ - 哲学者・政治家。カステルヴェトラーノ生まれ。
- フランク・キャプラ - アメリカで活動した映画監督。ビザックイーノ生まれ。
- ラッキー・ルチアーノ - マフィアのボス。レルカーラ・フリッディ生まれ。
- サルヴァトーレ・クァジモド - 詩人、ノーベル文学賞受賞者。モーディカ出身。
- レオナルド・シャーシャ - 作家。ラカルムート生まれ。
- サルヴァトーレ・リイナ - マフィアのボス。コルレオーネ生まれ。
- ジョヴァンニ・ファルコーネ - 判事。パレルモ生まれ。
- パオロ・ボルセリーノ - 判事。パレルモ生まれ。
- ジュゼッペ・トルナトーレ - 映画監督。バゲリーア生まれ。
- サルヴァトーレ・スキラッチ - サッカー選手。パレルモ生まれ。
- ヴィンチェンツォ・ニバリ-自転車選手

シチリア州は、ラッキー・ルチアーノやサルヴァトーレ・リイナをはじめとする多くのマフィア（いわゆる「シチリア・マフィア」、あるいはコーサ・ノストラ）の故郷である（Category:シチリアマフィアの人物参照）。それとともに、マフィアを告発し、マフィア撲滅のために戦った人物も輩出した。判事ジョヴァンニ・ファルコーネやパオロ・ボルセリーノ、作家レオナルド・シャーシャなどである。ファルコーネ、ボルセリーノの両判事はマフィアによる暗殺に倒れたが、パレルモ国際空港の副空港名に名づけられている。

### ゆかりの人物
シチリア島からは多くの人々がアメリカ合衆国に移住した（Category:シチリア系アメリカ人参照）。フランク・シナトラ、シルヴェスター・スタローン、アル・パチーノ、ジョー・ディマジオ、 マーティン・スコセッシ、フランク・ザッパ、レディー・ガガ、などがシチリア移民の末裔である。